# Río Corrientes (Río Tigre)
Der Río Corrientes ist ein etwa 650 km langer rechter Nebenfluss des Río Tigre in Ecuador und Peru.

## Flusslauf
Der Río Corrientes entspringt in der ecuadorianischen Provinz Pastaza am westlichen Rand des Amazonastieflands auf einer Höhe von etwa 450 m, 90 km ostsüdöstlich der Stadt Puyo. Der Río Corrientes fließt in überwiegend südöstlicher Richtung. Bei Flusskilometer 500 überquert er die Grenze nach Peru und durchfließt anschließend die peruanische Provinz Loreto. Auf den letzten 125 Kilometern wendet sich der Río Corrientes nach Osten. Bei Flusskilometer 110 passiert der Fluss die Kleinstadt und zugleich Distriktverwaltungszentrum Villa Trompeteros. 11 km oberhalb der Mündung liegt der Ort Sargento Lores am nördlichen Flussufer. Der Río Corrientes mündet schließlich in den Río Tigre, 200 Kilometer oberhalb dessen Mündung in den Río Marañón. Der Río Corrientes weist unzählige Flussschlingen und Altarme auf.

## Einzugsgebiet
Der Río Corrientes entwässert ein Areal von etwa 15000 km². Das Einzugsgebiet umfasst in Ecuador eine Fläche von 2020 km². Lediglich 90 km² des Einzugsgebietes liegen oberhalb einer Höhe von 500 m. Das Einzugsgebiet grenzt im Westen an das des Río Bobonaza und des Río Pastaza, im Osten verläuft der Río Conambo und der Río Tigre.